# Promesa escolta
La Promesa Escolta és un compromís on l'escolta, quan ja és gran i format en els valors del cau, decideix prometre duu a terme durant la seva vida dia a dia, les lleis escoltes.
En aquest procés l'escolta es prepara un text personal, on explica la seva trajectòria pel cau amb experiències, amics coneguts i records.
La Promesa es fa davant dels altres caps, els truc, i els pioners si ho desitjen. Se celebra la penúltima nit dels campaments d'estiu, normalment al mig del bosc on es troben acampats, alguna llanterna i a vegades algú toca la guitarra de fons alguna cançó tranquil·la.
Quan la persona que fa La Promesa acaba de llegir el seu text, tots junts canten unes cançons triades per la persona i tot seguit aquesta passa a saludar a tothom fent el símbol escolta amb la mà esquerra i estrenyent les mans dretes.